# Au-delà de ma porte-fenêtre
Au-delà de ma porte-fenêtre est une œuvre autobiographique de Georges Simenon parue pour la première fois aux Presses de la Cité en décembre 1978.
L'œuvre est dictée à Lausanne (Vaud), 12 avenue des Figuiers, du 12 novembre 1976 au 12 mars 1977 ; et révisée du 7 au 10 avril 1977.
Elle fait partie de ses Dictées.

## Résumé
Simenon se demande quel aurait été son sort, si son père n'avait pas eu d'angine de poitrine, et n'était pas mort jeune, l'obligeant à commencer une carrière de journaliste et de romancier : « J'ai fini par devenir romancier ».
« Est-ce que je le regrette ? C'est le vieillard qui parle
maintenant et qui répond :
— Oui ».
Son expérience et sa hantise du métier justifient sa
réponse. Simenon n'a jamais cessé de considérer le romancier comme une sorte
d'outlaw, de franc-tireur, une espèce d'amateur, de peintre du dimanche ou de
psychologue du dimanche :
« C'est peut-être pourquoi, si j'avais eu le choix de mon avenir,
j'aurais fini dans un laboratoire ou dans un confessionnal ».